# Čičke
Čičke su naselje u općini Hadžići, Federacija BiH, BiH.

## Stanovništvo
Nacionalni sastav stanovništva 1991. godine, bio je sljedeći:
ukupno: 132
- Bošnjaci - 132 (100%)